# Rosine Vieyra Soglo
Pour les articles homonymes, voir Soglo.
Rosine Vieyra Soglo, née le 7 mars 1934 à Ouidah, en colonie du Dahomey et morte le 25 juillet 2021 à Cotonou, au Bénin, est une femme politique béninoise.
Députée à l'Assemblée nationale de 1999 à 2019, elle est également membre du Parlement panafricain. Épouse de Nicéphore Soglo, elle est Première dame du Bénin entre 1991 et 1996.

## Biographie

### Origines, études et carrière professionnelle
Originaire d'une famille afro-brésilienne, Rosine Vieyra Soglo naît le 7 mars 1934 à Ouidah au Dahomey. En 1946, son enseignement primaire terminé, elle se rend en France pour poursuivre ses études. À l'issue de ces dernières, elle obtient un certificat de capacité en droit. Rentrée au Dahomey, elle est clerc d’avoué quand elle est nommée, le 11 novembre 1966, titulaire de la troisième charge d'huissier auprès du tribunal de première instance de Cotonou, tout juste instituée,. Elle exerce cette profession jusqu’en 1968.
Elle est mariée à l'homme politique Nicéphore Soglo, devenu président de la république du Bénin en 1991.

### Carrière politique
En 1992, Rosine Vieyra Soglo crée le parti Renaissance du Bénin. L'année suivante, le parti publie un communiqué encourageant les partisans de son mari à rejoindre ce nouveau mouvement.
En 2007, elle adhère à la coalition Alliance pour une dynamique démocratique (ADD) avec Antoine Idji Kolawolé et Bruno Amoussou. L'ADD se présente aux élections législatives de mars 2007 et obtient 20 sièges de députés.
À la suite des élections législatives d'avril 2011, Rosine Vieyra Soglo devient la présidente de l'ADD. Lors de la campagne électorale, elle rejoint la coalition L'Union fait la Nation, faisant notamment des promesses pour améliorer la qualité du gouvernement ainsi que sur le sujet du logement.
Lors des élections législatives d'avril 2015, elle est réélue députée dans la 16e circonscription sous la bannière de la Renaissance du Bénin. Doyenne d'âge des députés, elle préside les premiers débats pendant la réunion du 19 mai 2015, à l'Assemblée nationale, avant l'élection du président de l'institution.
En 2019, à la faveur de la deuxième session extraordinaire de l'Assemblée nationale, elle décide de mettre un terme à son mandat de députée à cause de sa perte de vision.
Rosine Vieyra Soglo meurt le 25 juillet 2021 à Cotonou.

## Distinctions
- Officier de l'ordre national du Bénin (2000)[13].
- Commandeur de l'ordre national du Bénin (2009)[14].